# Giostra del Saracino di Sarteano
La Giostra del Saracino di Sarteano è un torneo cavalleresco di antichissima tradizione che si svolge a Sarteano in provincia di Siena da tempo immemorabile. Cinque cavalieri detti giostratori in rappresentanza delle cinque contrade in cui è diviso il paese, si sfidano per la conquista dell'ambito palio. Chiamato alla stoccata, ogni giostratore a cavallo lanciato al galoppo e tenendo una lancia con la mano destra, deve infilare un anello del diametro di 6 centimetri posto sullo scudo del buratto rappresentante un saraceno levantino. Al termine di cinque corse dette carriere, vince il giostratore della contrada che ha totalizzato il maggior numero di anelli validi. In caso di parità si procede con gli spareggi a oltranza.

## Storia
La Giostra del Saracino è una evoluzione temporale degli antichi e sanguinosi tornei cavallereschi che si protrassero nel tempo fin dall’epoca di Carlo Magno e delle Crociate. Con il passare del tempo all’avversario si sostituì un simbolico fantoccio che rappresentava il perfido saraceno che in quei tempi imperversava con le sue scorribande in tutta la penisola.
La Giostra del Saracino di Sarteano è legata in modo indissolubile alla laicale Compagnia di San Rocco: il primo documento d'archivio risale al 1583 nel quale viene illustrata la nomina dei cosiddetti "festaioli di san Rocco”, ai quali spettava il compito di organizzare varie celebrazioni in onore del Santo. Si parla di "demostrazioni et allegrezze" e giochi quali il "gioco della pugna" e la "corsa degli infanti ignudi". 
Altri antichi documenti d'archivio riportano per secoli in maniera fedele e puntuale le nomine annuali ma nel 1712 la Giostra manifesta la sua continuità: in un altro documento viene attestata la scelta di eliminare il troppo cruento gioco della pugna e la scelta di correre la Giostra. Veniva corsa in nome delle compagnie laicali e chiese; faceva parte integrante della festa una messa solenne e la processione in onore di san Rocco.
Documenti successivi ne parlano in maniera più frequente menzionando la "solita giostra e comparsa" e anche i premi che venivano assegnati assegnati, consistenti in L. 66 per la "comparsa", L. 18 per la "prima lancia" e L. 14 per la "seconda lancia"  (1719).
Dal 1778 in virtù della modernizzazione del settore amministrativo della comunità di Sarteano le nomine dei deputati e dei festaioli vennero sottoposte a votazione e i cavalieri gareggiavano ora per proprio conto, acclamati dal proprio stuolo di amici e parenti e assumendo nomi di fantasia come il Cavaliere del Monte, della Luna, del Sole, della Penna, del Montone, della Notte e talvolta anche buffi quali il Cavaliere Innamorato, il Cavalier che non ci coglie… Alla fine del Settecento risale anche la statua del saracino che venne utilizzata fino al 1984.

## Le cinque contrade
Nel 1933 grazie alla riforma promossa dal Commissario prefettizio dell’epoca, dottor Guidone Bargagli Petrucci e voluta per dare maggior lustro all'antica manifestazione, furono istituite le cinque contrade.
A tale scopo il dott. Bargagli Petrucci nominò un apposito comitato che si occupò di suddividere il Comune di Sarteano nei territori che rappresentavano le cinque parrocchie del paese e di assegnare dei colori a ognuna di esse: San Lorenzo bianco e rosso, San Martino bianco e bleu, San Bartolomeo (Romitorio o Cappuccini) bianco e viola, Sant’Andrea (Castiglioncello) rosso e turchino, Santissima Trinità (Spineto) giallo e viola.
L'attribuzione degli emblemi araldici, del nome del rione e le specifiche dei colori, avvenne per opera del dottor Domenico Bandini nel 1948 quanto fu stilato "l'Ordinamento Fondamentale - Regolamento Generale delle contrade".
Per la Contrada di San Lorenzo, nome del rione Porta Monalda, lo studioso mantenne i colori bianco e rosso e propose lo stemma dei Monaldeschi, collocato sulla sommità di Porta Monalda.
Per la Contrada di Sant'Andrea, nome del rione Castiglioncello, i colori rosso e azzurro e lo stemma civico della comunità di Castiglioncello Del Trinoro.
Per la Contrada di San Martino, nome del rione Porta Umbra, i colori bianco e azzurro e lo stemma con l'aquila riprodotto nel dipinto su tavola del XV secolo di Andrea Di Niccolò "Madonna con bambino tra i santi Rocco e Sebastiano" che si trova nella chiesa di San Martino, probabilmente appartenente a una delle nobili famiglie che commissionarono il dipinto.
Per la Contrada della Santissima Trinità, nome del rione Spineta, mantenne il giallo e il viola ma non è stato possibile accertare su quali basi si ispirò il Bandini per l'assegnazione dello stemma nonostante ci sia l'esatta descrizione araldica.
Per la Contrada di San Bartolomeo, nome del rione Romitorio o Cappuccini, mantenne i colori bianco e viola ma non è stato possibile accertare su quali basi si ispirò il Bandini per l'assegnazione dello stemma nonostante ci sia l'esatta descrizione araldica.
Nel 1961 lo stesso dott. Comm. Bandini, nel volume "Raccolta Armi di Sarteano", descrisse con maggior cura e modeste variazioni gli emblemi araldici non apportando sostanziali modifiche; solo alla Contrada di San Martino fu aggiunto uno scudetto partito giallo e nero oltre al consueto stemma con l'aquila dal volo abbassato.
Le contrade che annualmente si sfidano per la conquista dell'ambito palio sono le seguenti:

### Contrada di San Lorenzo

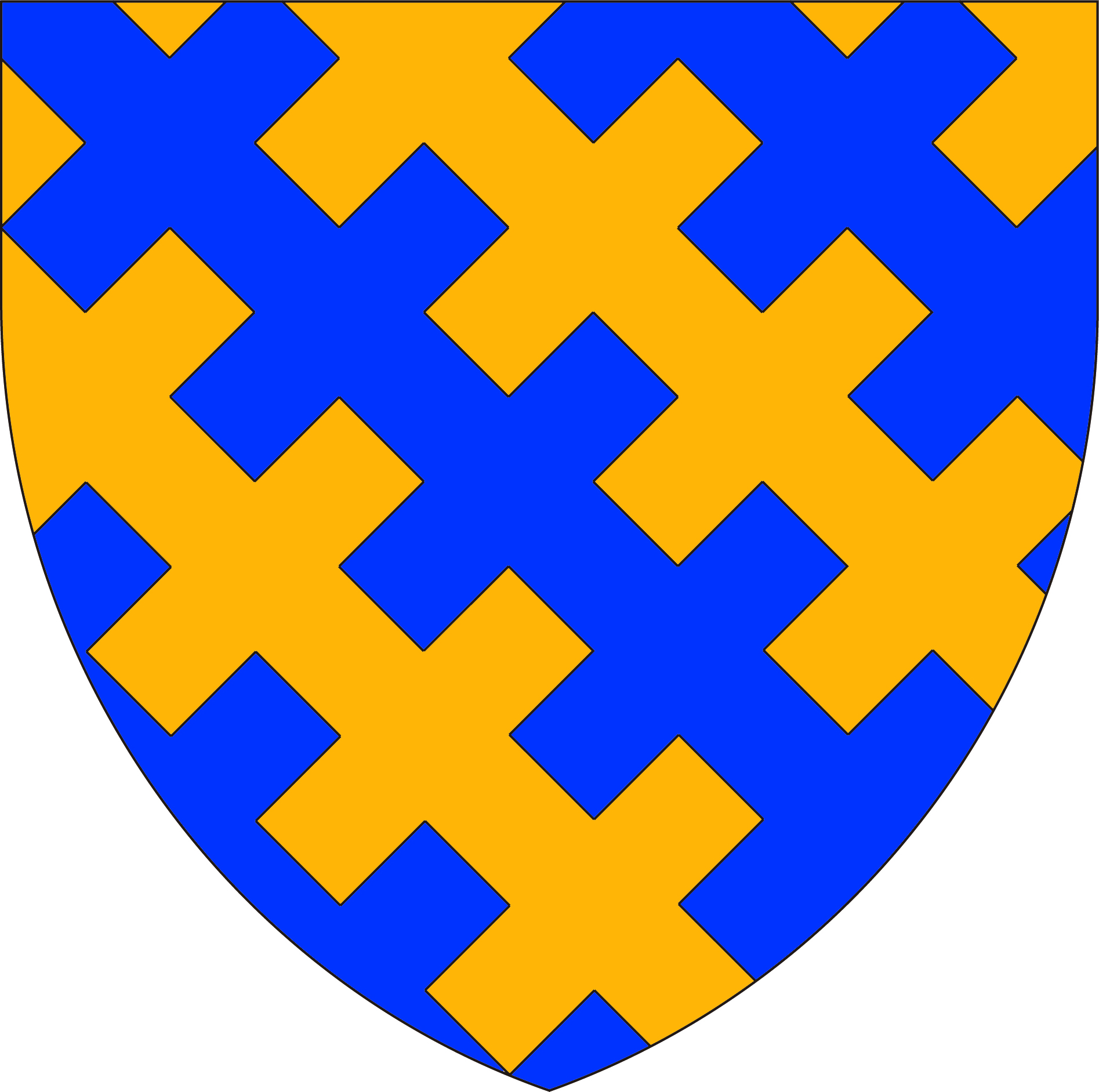
Lo stemma araldico della Contrada di San Lorenzo

La contrada si divide il centro storico del Comune di Sarteano con San Martino.
Comprende tutta la zona della competenza della parrocchia di San Lorenzo, il corso Garibaldi e il territorio che si affaccia dalla Porta Monalda sulla valle.
Una delle vie più suggestive del paese, via Dei Goti, ospita la sede sociale.
Il territorio ospita inoltre bellissimi palazzi nobiliari.
San Lorenzo è stato fino al 1935 il patrono principale del Comune di Sarteano.
Colori: bianco e rosso
Scudo: "d'oro a tre bande controdoppiomerlate d'azzurro"
Nome del rione: Porta Monalda
Vittorie: 19 (anni: 1938 - 1939 - 1949 - 1951 - 1952 - 1953 - 1960 - 1988 - 1993 - 1993str - 1994 - 1995 ex aequo - 2000not - 2012 - 2012str - 2013str - 2016luglio - 2024 - 2025)

### Contrada della Santissima Trinità

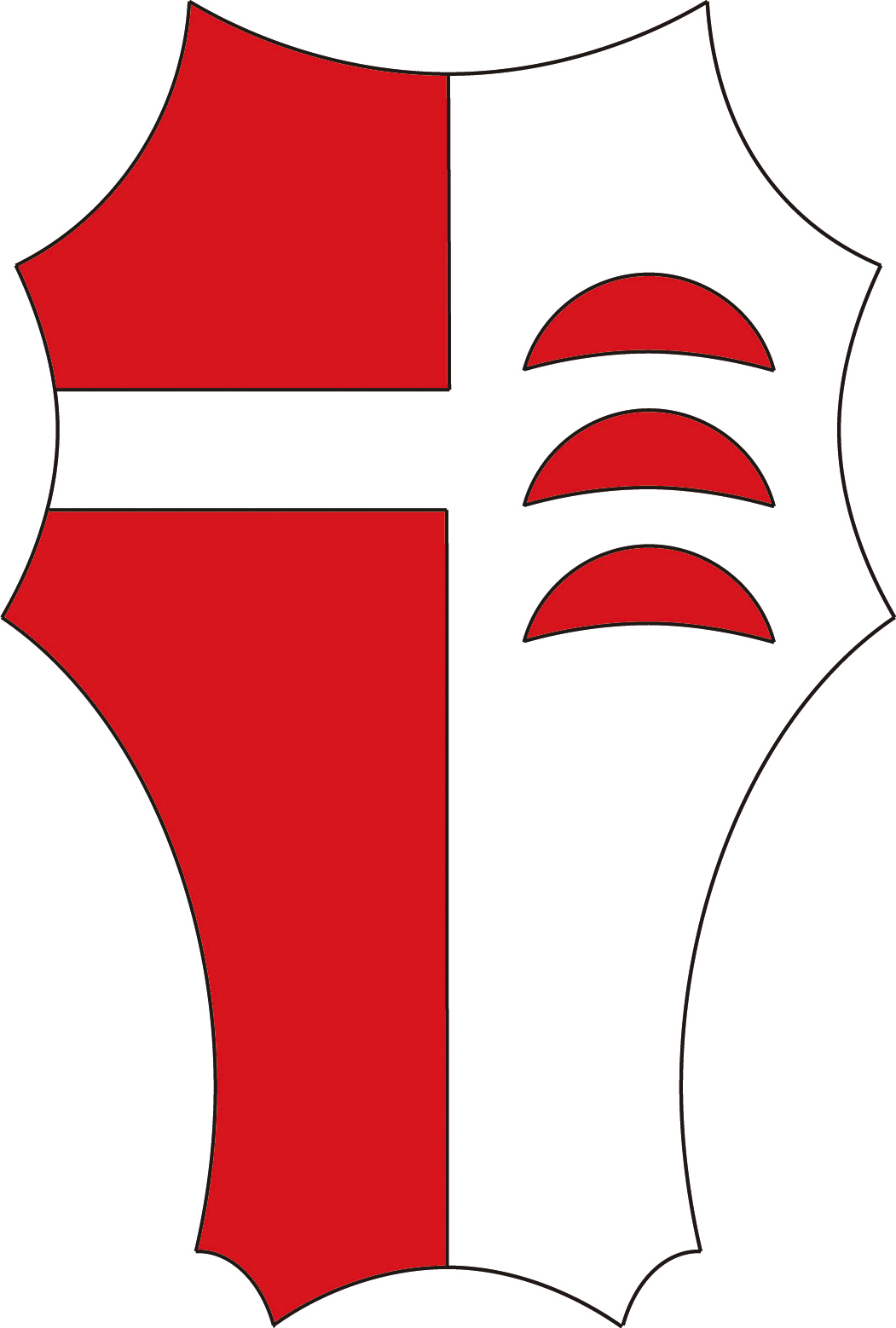
Lo stemma araldico della Contrada della Santissima Trinità

La contrada prende il nome dall'antica abbazia di Spineta, nome che deriva probabilmente dalle fitte e impenetrabili foreste dalle quali era composto il proprio territorio.
Si hanno notizie certe della sua esistenza già intorno all'anno mille. Il territorio si espande per tutte le pendici del Monte di Cetona, comprende il borgo di Fonte Vetriana e per quanto riguarda il centro del paese, tutta la zona a sud ovest.
La propria sede sociale si trova in un locale del chiostro della chiesa di San Francesco.
Colori: giallo e viola
Scudo partito: "nel primo di rosso alla fascia di bianco, nel secondo di bianco a tre mezze lune capovolte di rosso poste in palo"
Nome del rione: Spineta
Vittorie: 19 (anni: 1947 - 1954 - 1959 - 1962 - 1982 - 1983 - 1995 ex aequo - 1996 - 1999 - 2001not - 2002 - 2003 - 2003not - 2007 - 2010riev - 2014 - 2015luglio - 2017luglio - 2018)

### Contrada di San Bartolomeo

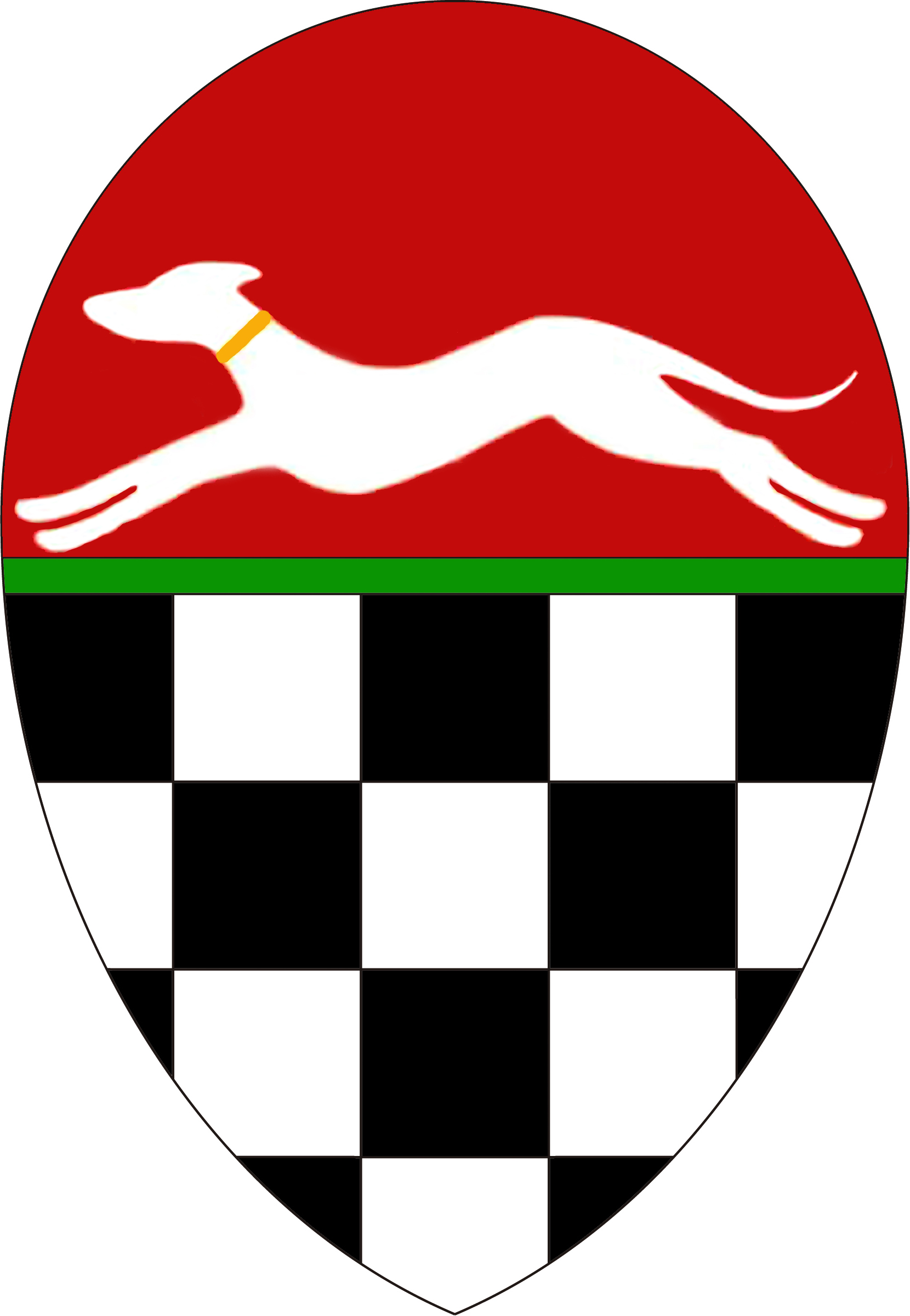
Lo stemma araldico della Contrada di San Bartolomeo

Le origini della contrada risalgono all'antica parrocchia di San Bartolomeo,  ex convento dei frati Cappuccini costruito nell'anno 1485 e dal Romitorio, una grotta ricavata da una tomba etrusca, nella quale san Francesco d'Assisi si ritirò in preghiera per la prima volta il 2 gennaio 1212. 
Il territorio comprende anche tutta la zona nuova del paese denominata Miralaghi, la zona di Sant'Alberto ove c'è la sede sociale e la zona nord ovest del territorio comunale fino al torrente Astrone, che confina con il Comune di Chianciano Terme.
Colori: bianco e viola
Scudo spaccato: "nel primo di rosso, al levriere corrente di bianco collarinato d'oro; nel secondo scaccato di bianco e di nero al filetto in fascia di verde sulla partizione"
Nome del rione: Romitorio o Cappuccini
Vittorie: 18 (anni: 1934 - 1936 - 1989 - 1991 - 1992 - 1997 - 1998 - 2000 - 2001 - 2002not - 2005 - 2006 - 2009 - 2015 - 2016 - 2017 - 2018luglio - 2019)

### Contrada di San Martino

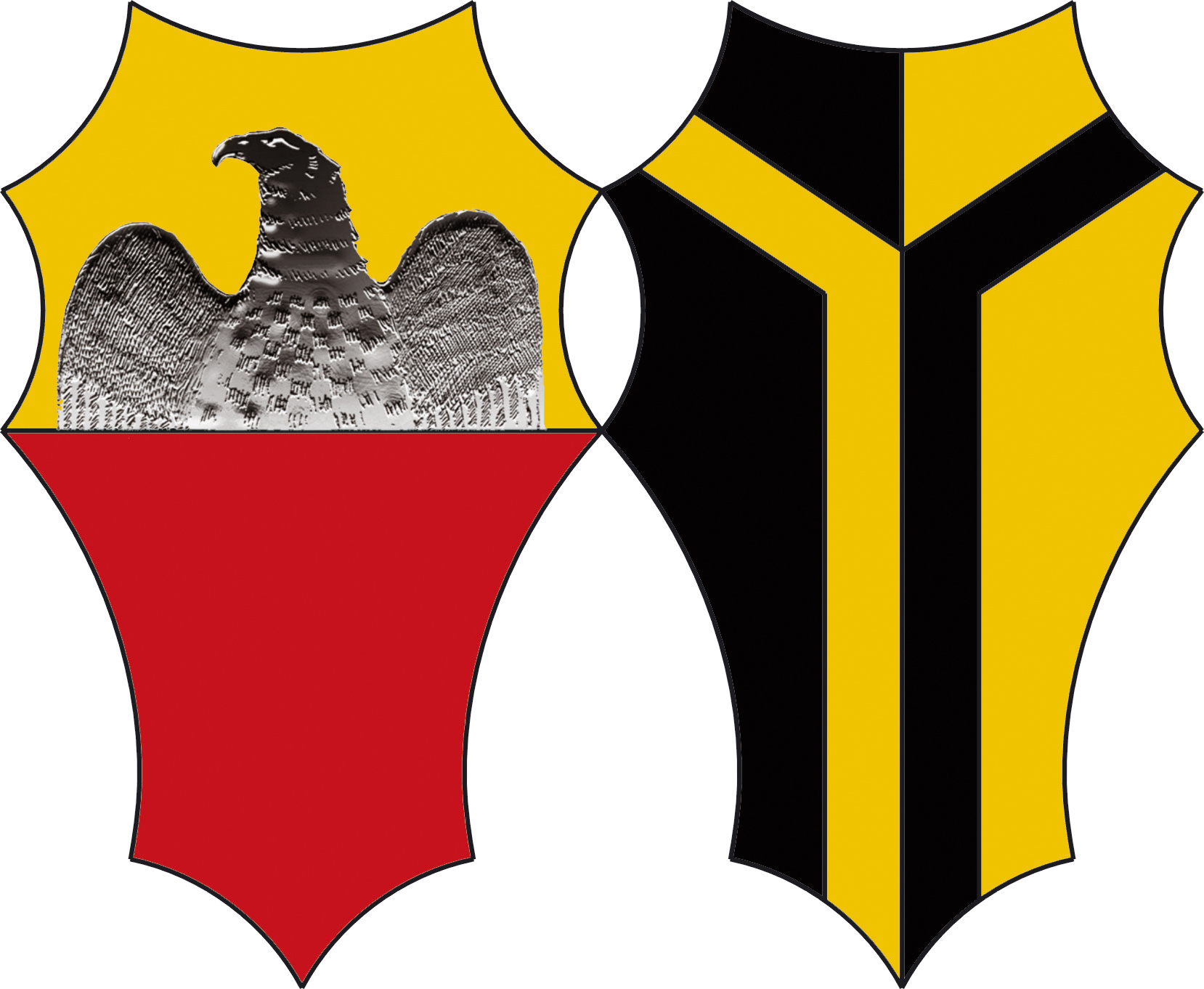
Lo stemma araldico della Contrada di San Martino

È l'altra contrada del centro storico del paese.
Il nome del rione, Porta Umbra, è quello di una delle tre porte che si aprono nell'antica cerchia di mura che difendevano il paese,
L'antica chiesa dedicata a san Martino vescovo di Tours, detta anche San Martino in Foro, sorgeva nella piazza principale del paese, di fronte al palazzo comunale e al suo interno erano conservate le sepolture dei feudatari conti Manenti, di lontana origine longobarda e padroni del castello di Sarteano fin dal secolo XI. Nel secolo scorso (1843-44) fu distrutta e ricostruita nei pressi della porta est del paese. 
La chiesa di San Martino, ora adibita a museo, ospita le più grandi opere d'arte presenti a Sarteano, tra le quali la celeberrima "Annunciazione" del Beccafumi.
Colori: bianco e azzurro
Scudo spaccato: "d'oro e di rosso, alla mezz'aquila col volo abbassato uscente dalla partizione" - Scudetto partito: "d'oro e di nero alla pergola dell'uno all'altro"
Nome del rione: Porta Umbra
Vittorie: 16 (anni: 1935 - 1937 - 1948 - 1955 - 1956 - 1957 - 1958 - 1961 - 1990 - 1995 ex aequo - 1999str - 2011 - 2013 - 2019luglio - 2022 - 2023)

### Contrada di Sant'Andrea

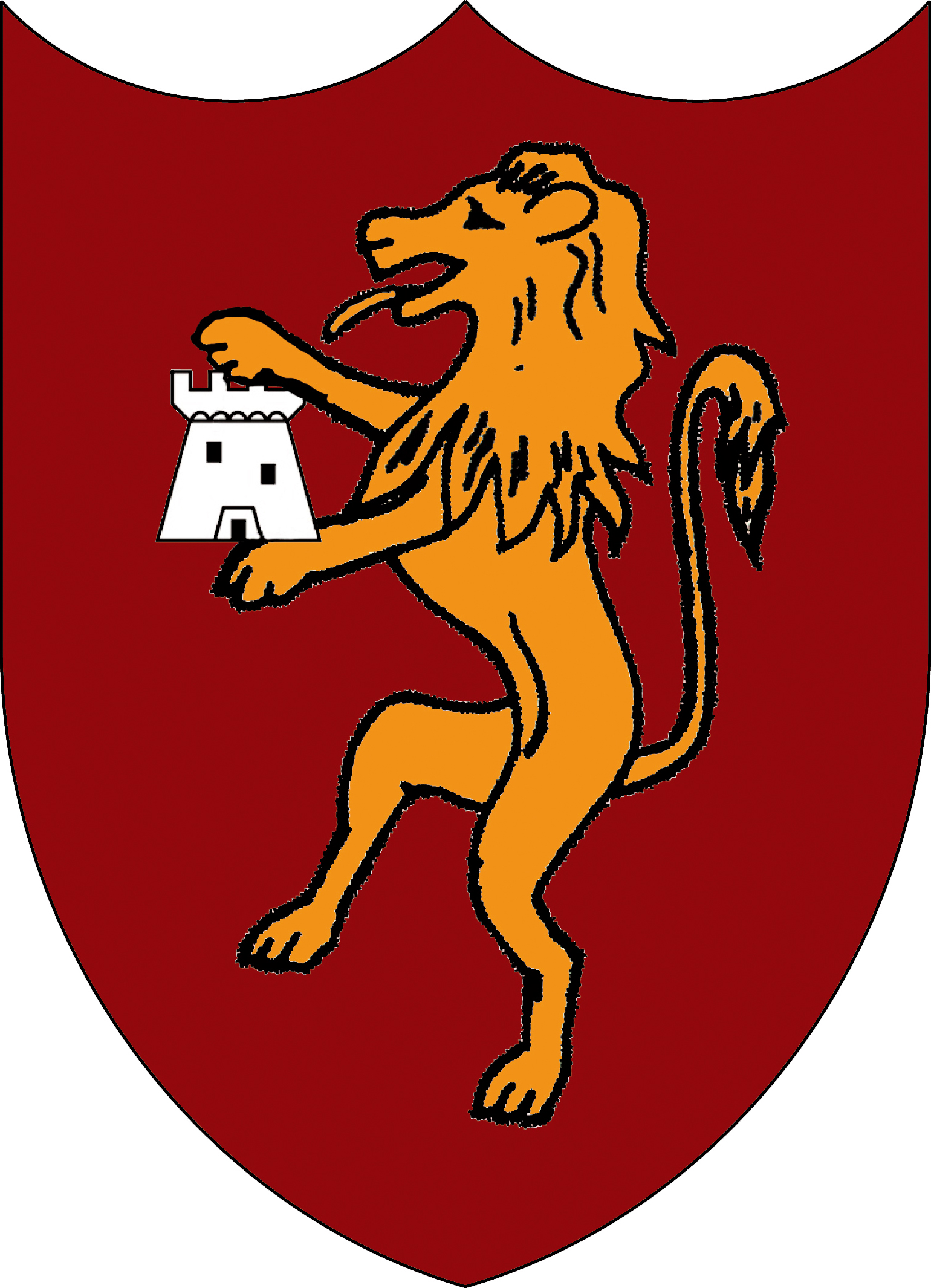
Lo stemma araldico della Contrada di Sant'Andrea

La parrocchia di Sant'Andrea si trovava anticamente nel borgo mediovale di Castiglioncello Del Trinoro, l'unica frazione del Comune di Sarteano del quale si hanno notizie certe fin dalla dominazione longobarda in Italia.
Comprende anche tutto il territorio della Val D'Orcia fino al confine con Pienza.
Colori: rosso e azzurro
Scudo: "di rosso al leone rampante d'oro che sostiene con le zampe anteriori una torre quadrata, speronata e merlata di bianco, finestrata di nero"
Nome del rione: Castiglioncello
Vittorie: 9 (anni: 1933 - 1950 - 1984 - 1985 - 1986 - 1987 - 2004 - 2008 - 2010)

## Gli eventi della Giostra

### La Tratta dei Bossoli
La cerimonia che sancisce l'ordine di partenza delle cinque contrade prende il nome di "Tratta dei Bossoli".
La Tratta sancisce anche l'ordine che le contrade devono rispettare durante tutto l'anno e fino a quella successiva, in qualsiasi evento, manifestazione, e diritto di parlare alle riunioni costituite.
Viene di norma effettuata il giorno 11 agosto e rievoca la procedura medievale durante la quale la comunità di Sarteano nominava ogni due mesi "estraendoli a sorte" da una rosa di nomi, quattro priori chiamati ad amministrare la comunità. La "rosa dei nomi" veniva conservata in una duplice cassetta di una delle quali teneva la chiave il pievano di San Lorenzo.
Durante la Tratta i capitani delle cinque contrade presentano i giostratori che correranno la Giostra.

### La Provaccia
La Provaccia è la prova generale della Giostra e si svolge di norma il 14 agosto o il giorno antecedente la Giostra.
I giostratori delle cinque contrade si sfidano in una vera e propria corsa all'anello, saggiando i propri destrieri e il tufo della pista. Da questo momento potranno essere e sostituiti solo tramite presentazione di certificato medico
Al giostratore vincitore viene riconosciuto un premio personale.

### Il Corteo Storico
Il 15 agosto il corteo storico della Giostra del Saracino sfila per le via del paese in tutta la sua magnificenza. I circa duecento figuranti con i caratteristici costumi del XVI secolo percorrono le vie del paese accompagnati dai musici che eseguono la “Marcia del Saracino”, dal rullio dei tamburi e dal volteggiare delle bandiere delle contrade.

### La Giostra del Saracino
Nel tardo pomeriggio del 15 agosto il corteo storico entra nel campo della corsa. Vengono assegnati i premi per le esibizioni dei migliori tamburini e sbandieratori e proclamata la contrada vincente del premio "leggiadria e portamento". 
Dopo la benedizione dei giostratori e dei cavalli viene letto il bando della Giostra del Saracino di Sarteano e "...senza porre mora alcuna, si dia cominciamento alla Giostra!"

## L'Albo d'Oro
| Anno           | Contrada vincente                                       | Giostratore                                             | Capitano                                                | Cavallo                                                 | Pittore del Palio                                       | Provaccia                                               |
| -------------- | ------------------------------------------------------- | ------------------------------------------------------- | ------------------------------------------------------- | ------------------------------------------------------- | ------------------------------------------------------- | ------------------------------------------------------- |
| 1933           | Sant'Andrea                                             | Giacomo Mazzetti                                        | Quirino Salvadori                                       |                                                         | Tullio Morgantini                                       |                                                         |
| 1934           | San Bartolomeo                                          | Edoardo Perugini                                        | Alberto Casoli                                          | Rossola                                                 | Tullio Morgantini                                       |                                                         |
| 1935           | San Martino                                             | Alessandro Ramini                                       | Giovanni Rosini                                         |                                                         | Tullio Morgantini                                       |                                                         |
| 1936           | San Bartolomeo                                          | Ivo Bassetti                                            | Alberto Casoli                                          | Mora                                                    | Tullio Morgantini                                       |                                                         |
| 1937           | San Martino                                             | Ghino Fastelli (?)                                      | Giovanni Rosini (?)                                     |                                                         | Egle Fanelli                                            |                                                         |
| 1938           | San Lorenzo                                             | Ivo Bassetti                                            | Dino Cambellotti                                        | Mora                                                    | Costanzo Lucarelli                                      |                                                         |
| 1939           | San Lorenzo                                             | Ivo Bassetti                                            | Dino Cambellotti                                        | Mora                                                    | Tullio Morgantini                                       |                                                         |
| 1947           | Santissima Trinità                                      | Ghino Fastelli                                          | Renato Baldoni                                          | Dora di Fontebulica                                     | Gaetano Bacherini                                       |                                                         |
| 1948           | San Martino                                             | Giulio Bernardini                                       | Pasqualini Quinti                                       |                                                         | Egle Fanelli                                            |                                                         |
| 1949           | San Lorenzo                                             | Ghino Fastelli                                          | Venturino Quinti                                        | Pallino                                                 | Elge Faleri                                             |                                                         |
| 1950           | Sant'Andrea                                             | Gusmano Burani                                          | Dino Salvadori                                          | Dora di Cacciamici                                      | Elio Marcucci                                           |                                                         |
| 1951           | San Lorenzo                                             | Natale Fatighenti                                       | Egidio Bellini                                          | Grigio                                                  | Elio Marcucci                                           |                                                         |
| 1952           | San Lorenzo                                             | Natale Fatighenti                                       | Egidio Bellini                                          | Grigio                                                  | A. Gorlero                                              |                                                         |
| 1953           | San Lorenzo                                             | Natale Fatighenti                                       | Egidio Bellini                                          | Stellina                                                | Eraldo Squazzini                                        | sospesa per oscurità con tutte le contrade a pari punti |
| 1954           | Santissima Trinità                                      | Assuero Favi                                            | Corinto Mazzuoli                                        | Farfalla di Spineta                                     | A. Gorlero                                              |                                                         |
| 1955           | San Martino                                             | Natale Fatighenti                                       | Gino Massai                                             | Stellina                                                | Costanzo Lucarelli                                      |                                                         |
| 1956           | San Martino                                             | Natale Fatighenti                                       | Gino Massai                                             | Stellina                                                | Costanzo Lucarelli                                      |                                                         |
| 1957           | San Martino                                             | Natale Fatighenti (?)                                   | Gino Massai                                             |                                                         | Elge Faleri                                             |                                                         |
| 1958           | San Martino                                             | Natale Fatighenti (?)                                   | Ottavio Montini                                         |                                                         | Elge Faleri                                             |                                                         |
| 1959           | Santissima Trinità                                      | Assuero Favi (?)                                        | Corinto Mazzuoli (?)                                    |                                                         | Dino Faleri                                             |                                                         |
| 1960           | San Lorenzo                                             | Priamo Ducci                                            | Nello Trombesi                                          |                                                         | Dino Faleri                                             |                                                         |
| 1961           | San Martino                                             | Natale Fatighenti                                       | Pierino D'Auria                                         |                                                         | Dino Faleri                                             |                                                         |
| 1962           | Santissima Trinità                                      | Remino                                                  | Corinto Mazzuoli                                        |                                                         | Dino Faleri                                             |                                                         |
| 1982           | Santissima Trinità                                      | Vincenzo Crociani                                       | Giulio Aggravi                                          | Farfalla                                                | Dino Faleri                                             | San Bartolomeo e San Martino                            |
| 1983           | Santissima Trinità                                      | Vincenzo Crociani                                       | Giulio Aggravi                                          | Fragolina                                               | Mario Battistelli                                       | San Martino                                             |
| 1984           | Sant'Andrea                                             | Loredano Mazzuoli                                       | Pietro Ceccarelli                                       | Icaro                                                   | Maria Morgantini (bozz. Dino Faleri)                    | San Bartolomeo e Sant'Andrea                            |
| 1985           | Sant'Andrea                                             | Loredano Mazzuoli                                       | Pietro Ceccarelli                                       | Icaro                                                   | Gastone Bai                                             | San Martino e Santissima Trinità                        |
| 1986           | Sant'Andrea                                             | Loredano Mazzuoli                                       | Pietro Ceccarelli                                       | Icaro                                                   | Lorena e Pina Tiezzi                                    | Sant'Andrea                                             |
| 1987           | Sant'Andrea                                             | Loredano Mazzuoli                                       | Giovanni Cioncoloni                                     | Giusy                                                   | Nicla Sini                                              | San Bartolomeo                                          |
| 1988           | San Lorenzo                                             | Vincenzo Crociani                                       | Claudio Morgantini                                      | Frida                                                   | Angiolina Rossi                                         | San Lorenzo                                             |
| 1989           | San Bartolomeo                                          | Moreno Montini                                          | Elvio Cioncoloni                                        | Isabella                                                | Luciana Ciolfi                                          | San Bartolomeo                                          |
| 1990           | San Martino                                             | Roberto Falsetti                                        | Sergio Cappelletti                                      | Dorina                                                  | Giovanni Benvenuto Meroni                               | San Bartolomeo                                          |
| 1991           | San Bartolomeo                                          | Moreno Montini                                          | Bruno Valentini                                         | Isabella                                                | Dino Faleri                                             | San Lorenzo                                             |
| 1992           | San Bartolomeo                                          | Fabio Tamagnini                                         | Antonello Patrizi                                       | Rubino                                                  | Adriana Monaco                                          | Santissima Trinità                                      |
| 1993           | San Lorenzo                                             | Vincenzo Crociani                                       | Claudio Morgantini                                      | Gaia                                                    | Giuseppe Lancia                                         | Sant'Andrea                                             |
| 1993 straord.  | San Lorenzo                                             | Vincenzo Crociani                                       | Claudio Morgantini                                      | Frida                                                   | Raffaele e Filippo Marano                               | San Bartolomeo                                          |
| 1994           | San Lorenzo                                             | Vincenzo Crociani                                       | Claudio Morgantini                                      | Tango                                                   | Niccolò Arghittu                                        | San Bartolomeo                                          |
| 1995           | Santissima Trinità San Lorenzo San Martino              | Alfio Perugini Vincenzo Crociani Claudio Betti          | Claudio Fabbrizzi Claudio Morgantini Sergio cappelletti | Ethom Tango Marta                                       | Luciano Peracchio                                       | San Martino                                             |
| 1996           | Santissima Trinità                                      | Alfio Perugini                                          | Luca Poli                                               | Ethom                                                   | Pino De Simone                                          | Santissima Trinità                                      |
| 1997           | San Bartolomeo                                          | Fabio Tamagnini                                         | Alberto Bussotti                                        | Oro                                                     | Francesco Borrelli                                      | San Martino                                             |
| 1998           | San Bartolomeo                                          | Fabio Tamagnini                                         | Alberto Bussotti                                        | Oro                                                     | William Kilpatrick                                      | Santissima Trinità                                      |
| 1999           | Santissima Trinità                                      | Alfio Perugini                                          | Luca Poli                                               | Sugar                                                   | Dino Faleri                                             | Santissima Trinità                                      |
| 1999 straord.  | San Martino                                             | Massimo Falsetti Gianni Del Grasso                      | Giovannino Giani                                        | Bimba Marta                                             | Luciano Peracchio                                       | Santissima Trinità                                      |
| 2000           | San Bartolomeo                                          | Simone Tamagnini                                        | Giuseppe Francavilla                                    | Mora                                                    | Claudio Franceschi                                      | San Martino                                             |
| 2000 straord.  | San Lorenzo                                             | Claudio Rossi                                           | Claudio Morgantini                                      | Nuvola                                                  | Fabrizio Rocchi                                         | San Martino                                             |
| 2001           | San Bartolomeo                                          | Fabio Tamagnini                                         | Giuseppe Francavilla                                    | Mora                                                    | Rita Rossella Ciani                                     | San Bartolomeo e San Martino                            |
| 2001 notturna  | Santissima Trinità                                      | Alfio Perugini                                          | Luca Poli                                               | Sugar                                                   | Sabatino Ariante                                        | Sant'Andrea                                             |
| 2002           | Santissima Trinità                                      | Alfio Perugini                                          | Luca Poli                                               | Sugar                                                   | Stephen Treherne                                        | San Martino                                             |
| 2002 notturna  | San Bartolomeo                                          | Simone Tamagnini                                        | Giuseppe Francavilla                                    | Mora                                                    | Alfredo Meloni                                          | Santissima Trinità                                      |
| 2003           | Santissima Trinità                                      | Alfio Perugini                                          | Luca Poli                                               | Sugar                                                   | Fabrizio Rocchi                                         | Santissima Trinità                                      |
| 2003 notturna  | Santissima Trinità                                      | Alfio Perugini                                          | Luca Poli                                               | Sugar                                                   | Simone Ginanneschi                                      | San Bartolomeo                                          |
| 2004           | Sant'Andrea                                             | Francesco Perugini                                      | Giovanni Cioncoloni                                     | King                                                    | Barbara Bocchino                                        | San Lorenzo e San Martino                               |
| 2005           | San Bartolomeo                                          | Simone Tamagnini                                        | Alberto Bussotti                                        | Mora                                                    | Kristine Von Der Becke Treherne                         | San Bartolomeo                                          |
| 2006           | San Bartolomeo                                          | Fabio Tamagnini                                         | Andrea Capocci                                          | Mora                                                    | Silvana Vannini                                         | Santissima Trinità                                      |
| 2007           | Santissima Trinità                                      | Alfio Perugini                                          | Fulvio Faraoni                                          | Sugar                                                   | 1) Kristine e Stephen Treherne 2) Dino Faleri           | San Bartolomeo                                          |
| 2008           | Sant'Andrea                                             | Francesco Perugini                                      | Giancarlo Betti                                         | King                                                    | Mauro Fastelli                                          | Santissima Trinità                                      |
| 2009           | San Bartolomeo                                          | Simone Tamagnini                                        | Alberto Bussotti                                        | Pedro                                                   | Alessandro Mannelli                                     | Santissima Trinità                                      |
| 2010 rievocat. | Santissima Trinità                                      | Stefano Capocci                                         | Giorgio Perugini                                        | Itrhia                                                  | Esterina Tiezzi                                         | Santissima Trinità                                      |
| 2010           | Sant'Andrea                                             | Francesco Perugini                                      | Giancarlo Betti                                         | Veleno                                                  | Rita Fastelli                                           | non disputata per pioggia                               |
| 2011           | San Martino                                             | Fabio Tamagnini                                         | Alessio Giani                                           | Akaba                                                   | Benedetta Ricci                                         | San Bartolomeo                                          |
| 2012           | San Lorenzo                                             | Tony Bartoli                                            | Alessio Rosati                                          | Dago                                                    | Marta Burchielli                                        | San Bartolomeo                                          |
| 2012 straord.  | San Lorenzo                                             | Tony Bartoli                                            | Alessio Rosati                                          | Dago                                                    | Alessio Vignozzi                                        | San Lorenzo                                             |
| 2013 straord.  | San Lorenzo                                             | Tony Bartoli                                            | Alessio Rosati                                          | Dago                                                    | Manolo Chiari                                           | San Bartolomeo                                          |
| 2013           | San Martino                                             | Guido Gentili                                           | Alessio Giani                                           | Akaba                                                   | Simone Ginanneschi                                      | San Lorenzo                                             |
| 2014           | Santissima Trinità                                      | Giacomo Perugini                                        | Massimo Piazzai                                         | Gammede                                                 | Marta Perugini                                          | Santissima Trinità                                      |
| 2015 luglio    | Santissima Trinità                                      | Giacomo Perugini                                        | Eleonora Roncolini                                      | Gannede                                                 | Laura Mowforth Giani                                    | San Bartolomeo                                          |
| 2015           | San Bartolomeo                                          | Claudio Rossi                                           | Lori Mazzetti                                           | Nadir                                                   | Alessio Vignozzi                                        | San Martino                                             |
| 2016 luglio    | San Lorenzo                                             | Angelo Maria Pippi Alessandro Moretti                   | Sandro Cei                                              | Cico Quito                                              | Laura Mowforth Giani                                    | San Bartolomeo                                          |
| 2016           | San Bartolomeo                                          | Claudio Rossi                                           | Lori Mazzetti                                           | Nadir                                                   | Simona Meloni                                           | San Bartolomeo                                          |
| 2017 luglio    | Santissima Trinità                                      | Giacomo Perugini Stefano Capocci                        | Federico Pizzinelli                                     | Gammede Itrhia                                          | Silvano Mazza                                           | Sant'Andrea                                             |
| 2017           | San Bartolomeo                                          | Claudio Rossi                                           | Lori Mazzetti                                           | Nadir                                                   | Marta Burchielli                                        | San Martino                                             |
| 2018 luglio    | San Bartolomeo                                          | Claudio Rossi                                           | Massimo Nocchi                                          | Nadir                                                   | Paola Imposimato                                        | Sant'Andrea                                             |
| 2018           | Santissima Trinità                                      | Stefano Capocci                                         | Federico Pizzinelli                                     | Itrhia                                                  | Anna Maria Alessano                                     | non disputata per maltempo                              |
| 2019 luglio    | San Martino                                             | Tony Bartoli                                            | Francesco Ciaccioni                                     | Nanut                                                   | Efrem Mauro Meloni                                      | San Martino                                             |
| 2019           | San Bartolomeo                                          | Gianni Del Grasso                                       | Massimo Nocchi                                          | Dorilla                                                 | Silvano Mazza                                           | San Martino                                             |
| 2020           | Giostra non disputata causa emergenza sanitaria Covid19 | Giostra non disputata causa emergenza sanitaria Covid19 | Giostra non disputata causa emergenza sanitaria Covid19 | Giostra non disputata causa emergenza sanitaria Covid19 | Giostra non disputata causa emergenza sanitaria Covid19 | Giostra non disputata causa emergenza sanitaria Covid19 |
| 2021           | Giostra non disputata causa emergenza sanitaria Covid19 | Giostra non disputata causa emergenza sanitaria Covid19 | Giostra non disputata causa emergenza sanitaria Covid19 | Giostra non disputata causa emergenza sanitaria Covid19 | Giostra non disputata causa emergenza sanitaria Covid19 | Giostra non disputata causa emergenza sanitaria Covid19 |
| 2022           | San Martino                                             | Tony Bartoli                                            | Federico Culicchi                                       | Nanut                                                   | Paola Imposimato                                        | Sant'Andrea                                             |
| 2023           | San Martino                                             | Tony Bartoli                                            | Federico Culicchi                                       | Nanut                                                   | Monica Minucci                                          | San Martino                                             |
| 2024           | San Lorenzo                                             | Luca Betti                                              | Maurizio Pippi                                          | Shakira                                                 | Diego Mendez                                            | San Lorenzo                                             |
| 2025           | San Lorenzo                                             | Luca Betti                                              | Maurizio Pippi                                          | Shakira                                                 | Monica Minucci                                          | non disputata per pioggia                               |